# Willow Creek Community Church

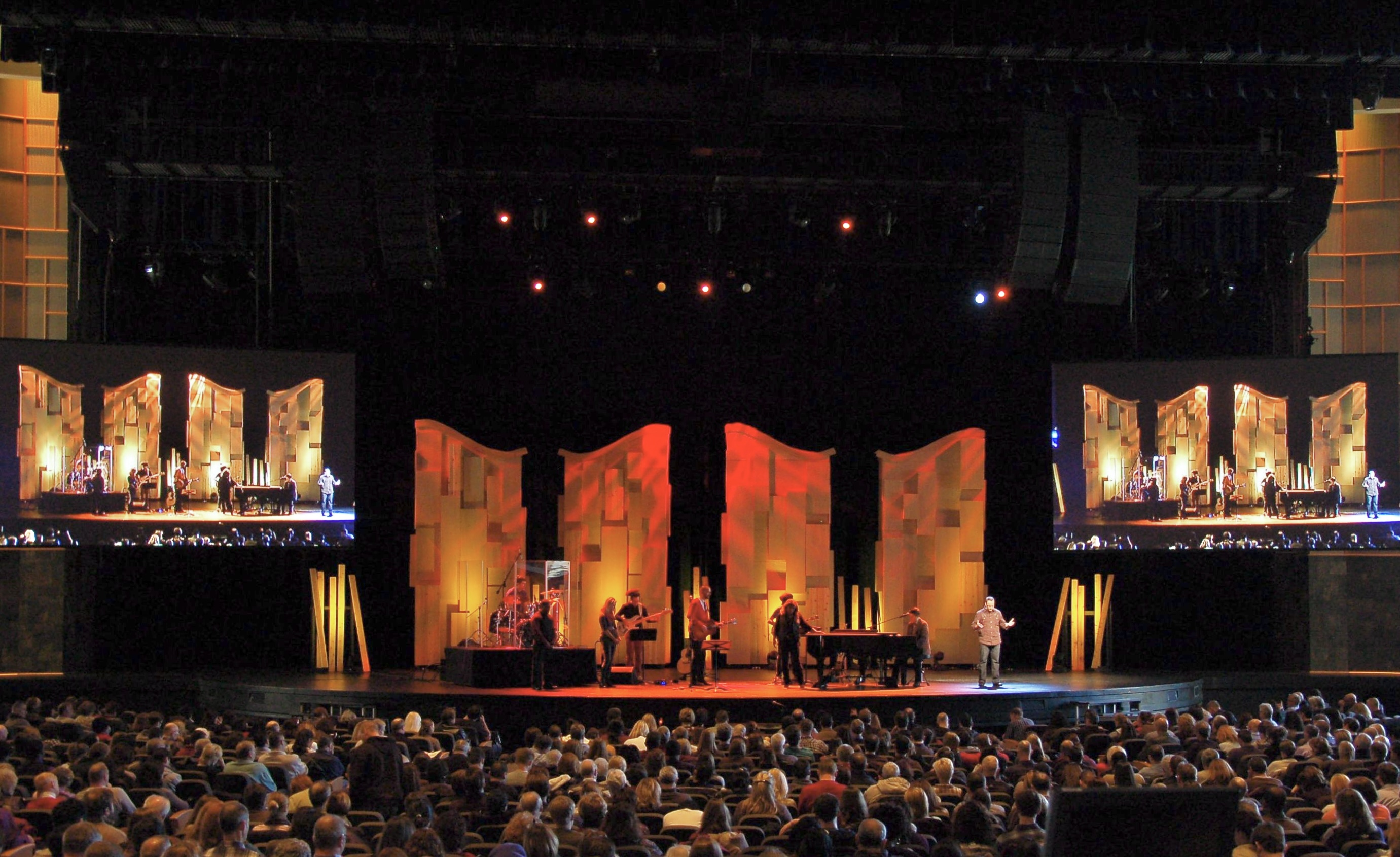
Nabożeństwo w 2012

Willow Creek Community Church – bezdenominacyjny i wielooddziałowy megakościół chrześcijański z główną siedzibą w South Barrington na przedmieściach Chicago w Stanach Zjednoczonych.
Kościół został założony 12 października 1975 przez Billa Hybelsa, który zrezygnował z pastorostwa w 2018 po zarzutach o molestowanie seksualne kilku kobiet należących do Kościoła.
Według CBS News w 2019 kongregacja była piątym co do wielkości megakościołem w Stanach Zjednoczonych, gromadząc cotygodniowo blisko 26 tys. wiernych. W 2020 czołowym pastorem Kościoła został Dave Dummitt.